# Jan Deręgowski
Jan Bronisław Deręgowski (ur. 1 marca 1933 w Pińsku) – brytyjski psycholog, profesor University of Aberdeen.

## Życiorys
Syn Jana Deręgowskiego i Szczęsławy Heleny z domu Enskajt, od II wojny światowej na emigracji w Wielkiej Brytanii. Studiował psychologię na University of London, w 1960 uzyskał stopień bachelor of science, w 1965 licencjata, a w 1968 doktora filozofii z zakresu psychologii. Od 1956 prowadził prace badawcze dla Ministry of Overseas Department, pod koniec 1965 wyjechał do Zambii, gdzie przez cztery lata prowadził badania naukowe na tamtejszym uniwersytecie w Lusace. W 1969 powrócił do Wielkiej Brytanii i rozpoczął pracę na University of Aberdeen, początkowo jako wykładowcą, od 1977 starszy wykładowca, od 1981 reader, w 1986 otrzymał tytuł profesora. W 2005 uzyskał honorowy tytuł profesora emeryta. 
Jan Deręgowski jest jednym z najwybitniejszych specjalistów badających problematykę percepcji wzrokowej, najwięcej uwagi poświęcił sztuce malarskiej, ze szczególnym uwzględnieniem studiów międzykulturowych.

## Członkostwo
- Fellow British Psychological Society,
- Netherlands Institute Advanced Studies,
- Polskie Towarzystwo Naukowe na Obczyźnie.